# Lijst van bodemzakspinnen
De lijst van bodemzakspinnen bevat alle wetenschappelijk beschreven soorten spinnen uit de familie van bodemzakspinnen (Liocranidae).

## Agraecina
Agraecina Simon, 1932
- Agraecina canariensis Wunderlich, 1992
- Agraecina cristiani (Georgescu, 1989)
- Agraecina hodna Bosmans, 1999
- Agraecina lineata (Simon, 1878)
- Agraecina rutilia (Simon, 1897)

## Agroeca
Agroeca Westring, 1861
- Agroeca agrestis Ponomarev, 2007
- Agroeca annulipes Simon, 1878
- Agroeca bonghwaensis Seo, 2011
- Agroeca brunnea (Blackwall, 1833)
- Agroeca coreana Namkung, 1989
- Agroeca cuprea Menge, 1873
- Agroeca debilis O. P.-Cambridge, 1885
- Agroeca dentigera Kulczyński, 1913
- Agroeca dubiosissima (Strand, 1908)
- Agroeca flavens O. P.-Cambridge, 1885
- Agroeca gangotrae Biswas & Roy, 2008
- Agroeca guttulata Simon, 1897
- Agroeca inopina O. P.-Cambridge, 1886
- Agroeca kamurai Hayashi, 1992
- Agroeca kastoni Chamberlin & Ivie, 1944
- Agroeca lusatica (L. Koch, 1875)
- Agroeca maculata L. Koch, 1879
- Agroeca maghrebensis Bosmans, 1999
- Agroeca makarovae Esyunin, 2008
- Agroeca minuta Banks, 1895
- Agroeca mongolica Schenkel, 1936
- Agroeca montana Hayashi, 1986
- Agroeca ornata Banks, 1892
- Agroeca parva Bosmans, 2011
- Agroeca pratensis Emerton, 1890
- Agroeca proxima (O. P.-Cambridge, 1871)
- Agroeca spinifera Kaston, 1938
- Agroeca trivittata (Keyserling, 1887)

## Andromma
Andromma Simon, 1893
- Andromma aethiopicum Simon, 1893
- Andromma anochetorum Simon, 1910
- Andromma bouvieri Fage, 1936
- Andromma raffrayi Simon, 1899
  - Andromma raffrayi inhacorense Lessert, 1936

## Apostenus
Apostenus Westring, 1851
- Apostenus algericus Bosmans, 1999
- Apostenus annulipedes Wunderlich, 1987
- Apostenus annulipes Caporiacco, 1935
- Apostenus californicus Ubick & Vetter, 2005
- Apostenus fuscus Westring, 1851
- Apostenus gomerensis Wunderlich, 1992
- Apostenus grancanariensis Wunderlich, 1992
- Apostenus humilis Simon, 1932
- Apostenus maroccanus Bosmans, 1999
- Apostenus ochraceus Hadjissarantos, 1940
- Apostenus palmensis Wunderlich, 1992

## Arabelia
Arabelia Bosselaers, 2009
- Arabelia pheidoleicomes Bosselaers, 2009

## Argistes
Argistes Simon, 1897
- Argistes africanus Simon, 1910
- Argistes seriatus (Karsch, 1891)
- Argistes velox Simon, 1897

## Coryssiphus
Coryssiphus Simon, 1903
- Coryssiphus cinerascens Simon, 1903
- Coryssiphus praeustus Simon, 1903
- Coryssiphus unicolor Simon, 1903

## Cybaeodes
Cybaeodes Simon, 1878
- Cybaeodes alicatai Platnick & Di Franco, 1992
- Cybaeodes avolensis Platnick & Di Franco, 1992
- Cybaeodes carusoi Platnick & Di Franco, 1992
- Cybaeodes liocraninus (Simon, 1913)
- Cybaeodes madidus Simon, 1914
- Cybaeodes mallorcensis Wunderlich, 2008
- Cybaeodes marinae Di Franco, 1989
- Cybaeodes molara (Roewer, 1960)
- Cybaeodes sardus Platnick & Di Franco, 1992
- Cybaeodes testaceus Simon, 1878

## Donuea
Donuea Strand, 1932
- Donuea collustrata Bosselaers & Dierick, 2010
- Donuea decorsei (Simon, 1903)

## Hesperocranum
Hesperocranum Ubick & Platnick, 1991
- Hesperocranum rothi Ubick & Platnick, 1991

## Heterochemmis
Heterochemmis F. O. P.-Cambridge, 1900
- Heterochemmis mirabilis (O. P.-Cambridge, 1896)
- Heterochemmis mutatus Gertsch & Davis, 1940

## Itatsina
Itatsina Kishida, 1930
- Itatsina praticola (Bösenberg & Strand, 1906)

## Jacaena
Jacaena Thorell, 1897
- Jacaena distincta Thorell, 1897
- Jacaena mihun Deeleman-Reinhold, 2001

## Laudetia
Laudetia Gertsch, 1941
- Laudetia dominicana Gertsch, 1941

## Liocranoeca
Liocranoeca Wunderlich, 1999
- Liocranoeca emertoni (Kaston, 1938)
- Liocranoeca spasskyi Ponomarev, 2007
- Liocranoeca striata (Kulczyński, 1882)
  - Liocranoeca striata gracilior (Kulczyński, 1898)

## Liocranum
Liocranum L. Koch, 1866
- Liocranum apertum Denis, 1960
- Liocranum concolor Simon, 1878
- Liocranum erythrinum (Pavesi, 1883)
- Liocranum freibergi Charitonov, 1946
- Liocranum giersbergi Kraus, 1955
- Liocranum kochi Herman, 1879
- Liocranum majus Simon, 1878
- Liocranum nigritarse L. Koch, 1875
- Liocranum ochraceum L. Koch, 1867
- Liocranum perarmatum Kulczyński, 1897
- Liocranum pulchrum Thorell, 1881
- Liocranum remotum Bryant, 1940
- Liocranum rupicola (Walckenaer, 1830)
- Liocranum segmentatum Simon, 1878
- Liocranum variabilis Wunderlich, 2008

## Liparochrysis
Liparochrysis Simon, 1909
- Liparochrysis resplendens Simon, 1909

## Mesiotelus
Mesiotelus Simon, 1897
- Mesiotelus alexandrinus (Simon, 1880)
- Mesiotelus annulipes (Kulczyński, 1897)
- Mesiotelus cyprius Kulczyński, 1908
- Mesiotelus grancanariensis Wunderlich, 1992
- Mesiotelus kulczynskii Charitonov, 1946
- Mesiotelus libanicus (Simon, 1878)
- Mesiotelus lubricus (Simon, 1880)
- Mesiotelus maderianus Kulczyński, 1899
- Mesiotelus mauritanicus Simon, 1909
- Mesiotelus pococki Caporiacco, 1949
- Mesiotelus scopensis Drensky, 1935
- Mesiotelus tenellus (Thorell, 1875)
- Mesiotelus tenuissimus (L. Koch, 1866)
- Mesiotelus viridis (L. Koch, 1867)
- Mesiotelus zonsteini Mikhailov, 1986

## Mesobria
Mesobria Simon, 1897
- Mesobria guttata Simon, 1897

## Montebello
Montebello Hogg, 1914
- Montebello tenuis Hogg, 1914

## Neoanagraphis
Neoanagraphis Gertsch & Mulaik, 1936
- Neoanagraphis chamberlini Gertsch & Mulaik, 1936
- Neoanagraphis pearcei Gertsch, 1941

## Paratus
Paratus Simon, 1898
- Paratus halabala Zapata & Ramírez, 2010
- Paratus indicus Marusik, Zheng & Li, 2008
- Paratus reticulatus Simon, 1898
- Paratus sinensis Marusik, Zheng & Li, 2008

## Plynnon
Plynnon Deeleman-Reinhold, 2001
- Plynnon jaegeri Deeleman-Reinhold, 2001
- Plynnon longitarse Deeleman-Reinhold, 2001
- Plynnon zborowskii Deeleman-Reinhold, 2001

## Rhaeboctesis
Rhaeboctesis Simon, 1897
- Rhaeboctesis denotatus Lawrence, 1928
- Rhaeboctesis equestris Simon, 1897
- Rhaeboctesis exilis Tucker, 1920
- Rhaeboctesis matroosbergensis Tucker, 1920
- Rhaeboctesis secundus Tucker, 1920
- Rhaeboctesis transvaalensis Tucker, 1920
- Rhaeboctesis trinotatus Tucker, 1920

## Sagana
Sagana Thorell, 1875
- Sagana rutilans Thorell, 1875

## Scotina
Scotina Menge, 1873
- Scotina celans (Blackwall, 1841)
- Scotina gracilipes (Blackwall, 1859)
- Scotina occulta Kritscher, 1996
- Scotina palliardii (L. Koch, 1881)

## Sesieutes
Sesieutes Simon, 1897
- Sesieutes borneensis Deeleman-Reinhold, 2001
- Sesieutes bulbosus Deeleman-Reinhold, 2001
- Sesieutes emancipatus Deeleman-Reinhold, 2001
- Sesieutes erawan Deeleman-Reinhold, 2001
- Sesieutes lucens Simon, 1897
- Sesieutes minor Deeleman-Reinhold, 2001
- Sesieutes nitens Deeleman-Reinhold, 2001
- Sesieutes schwendingeri Deeleman-Reinhold, 2001
- Sesieutes scrobiculatus Deeleman-Reinhold, 2001
- Sesieutes thakek Jäger, 2007
- Sesieutes zhui Zhang & Fu, 2011

## Sphingius
Sphingius Thorell, 1890
- Sphingius barkudensis Gravely, 1931
- Sphingius bifurcatus Dankittipakul, Tavano & Singtripop, 2011
- Sphingius bilineatus Simon, 1906
- Sphingius caniceps Simon, 1906
- Sphingius deelemanae Zhang & Fu, 2010
- Sphingius elongatus Dankittipakul, Tavano & Singtripop, 2011
- Sphingius gothicus Deeleman-Reinhold, 2001
- Sphingius gracilis (Thorell, 1895)
- Sphingius hainan Zhang, Fu & Zhu, 2009
- Sphingius kambakamensis Gravely, 1931
- Sphingius longipes Gravely, 1931
- Sphingius nilgiriensis Gravely, 1931
- Sphingius octomaculatus Deeleman-Reinhold, 2001
- Sphingius paltaensis Biswas & Biswas, 1992
- Sphingius penicillus Deeleman-Reinhold, 2001
- Sphingius prolixus Dankittipakul, Tavano & Singtripop, 2011b
- Sphingius punctatus Deeleman-Reinhold, 2001
- Sphingius rama Dankittipakul, Tavano & Singtripop, 2011
- Sphingius scrobiculatus Thorell, 1897
- Sphingius scutatus Simon, 1897
- Sphingius songi Deeleman-Reinhold, 2001
- Sphingius spinosus Dankittipakul, Tavano & Singtripop, 2011
- Sphingius superbus Dankittipakul, Tavano & Singtripop, 2011
- Sphingius thecatus Thorell, 1890
- Sphingius tristiculus Simon, 1903
- Sphingius vivax (Thorell, 1897)
- Sphingius zhangi Zhang, Fu & Zhu, 2009

## Sudharmia
Sudharmia Deeleman-Reinhold, 2001
- Sudharmia beroni Deeleman-Reinhold, 2001
- Sudharmia pongorum Deeleman-Reinhold, 2001

## Teutamus
Teutamus Thorell, 1890
- Teutamus andrewdavisi Deeleman-Reinhold, 2001
- Teutamus christae Ono, 2009
- Teutamus fertilis Deeleman-Reinhold, 2001
- Teutamus jambiensis Deeleman-Reinhold, 2001
- Teutamus politus Thorell, 1890
- Teutamus rhino Deeleman-Reinhold, 2001
- Teutamus rothorum Deeleman-Reinhold, 2001
- Teutamus vittatus Deeleman-Reinhold, 2001